# RSK Olimpijskyj
De RSK Olimpijskyj (Oekraïens: Регіональний спортивний комплекс «Олімпійський», Rehionalnyj sportyvnyj kompleks "Olimpijskyj") is een multifunctioneel voetbalstadion met plaats voor 26.100 toeschouwers in de Oekraïense stad Donetsk.
Tegenwoordig wordt het stadion alleen nog maar gebruikt voor voetbalwedstrijden. Het stadion was van 2004 tot augustus 2009 tijdelijk in gebruik van FC Sjachtar Donetsk, sinds ze zijn verhuisd uit hun voormalige thuisbasis, het Sjachtar Stadion, in afwachting van de voltooiing van hun nieuwe thuisbasis, de Donbas Arena. Het stadion is voor 2004 ook nog een tijd de thuisbasis geweest van Sjachtars stadsrivaal, Metaloerh Donetsk tot Sjachtar eigenaar werd van dit stadion in 2004. Toen moest Metaloerh terug naar het eigen Metaloerhstadion, wat beduidend kleiner is (internationale wedstrijden speelde Metaloerh Donetsk destijds alsnog in het RSK Olimpijskyj). Ondanks de opening van de Donbas Arena en de verhuizing van Sjechtar speelt Metaloerh haar wedstrijden toch in het Metaloerhstadion.